# Глуск
Глуск (бел. Глуск) — городской посёлок в Могилёвской области Беларуси. Административный центр Глусского района.
Численность населения — 6 893 человек (на 1 января 2025 года).

## География
Расположен на реке Птичь (приток Припяти), в 33 км от железнодорожной станции Ратмировичи, в 165 км от Минска, в 168 от Могилёва, в 205 км от Гомеля.

## Геральдика
Герб утверждён решением Глусского районного исполнительного комитета от 18 декабря 1996 года № 24-5. Зарегистрирован в Гербовом матрикуле Республики Беларусь 18 декабря 1996 года № 8.
Флаг учреждён Указом Президента Республики Беларусь от 24 августа 2006 года № 526 и зарегистрирован в Государственном геральдическом регистре Республики Беларусь 29 августа 2006 года Б-98. Одобрен решением Глусского районного исполнительного комитета от 21 сентября 2005 года № 20-12.

## История
Дата основания Глуска — 1396 год. Исторически существовало два Глуска.
Первый возник в XIV веке и находился в 18 км от современного Глуска, это деревня Городок. Именно эти земельные владения были подарены первому владельцу Глусских окрестностей Ивану Гольшанскому князем ВКЛ Витовтом за хорошую службу.
Современный Глуск возник на два столетия позже. После смерти Ивана Гольшанского Глусской волостью владеет Юрий Иванович Гольшанский.
В 1508 году тут вёл переговоры с послами Василия Иоанновича Михаил Глинский.
В 1522 году Юрий Гольшанский-Дубровицкий построил на высоком берегу р. Птичь деревянный замок.
В 1525 году властители этих земель получили от Великого князя Литовского Сигизмунда I Старого право проводить здесь ярмарки. Через восемь лет сёстры Настасья и Софья Гольшанские разделили Глуск поровну.
В 1565—1566 годах административно-территориально входил в Новогрудский повет.
С 1568 года Я. Хаткевич носил титул «графа на Шклове, Быхове, Мыши и Глуске».
В 1571 году 124 дома и 12 лавок.

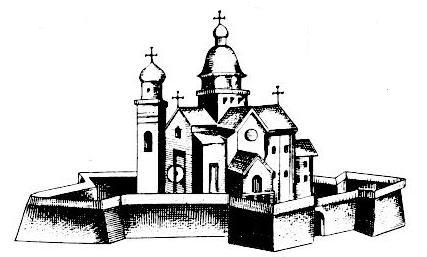
Костёл Бернардинцев в Глусском замке, XVIII век

Глусский замок существовал в XVI—XVIII веках, размещался на возвышенной части правого берега реки Птичь, на месте городища эпохи раннего железного века и Киевской Руси. Как свидетельствуют исторические источники, в XVI веке Глусский замок был окружён земляным оборонительным валом с деревянными стенами, укреплён деревянными башнями, в том числе с въездной башней, подход к которой был возможен через подъёмный мост. Замок являлся важным стратегическим пунктом на пути возможного нападения крымских татар в конце XVI века, казацких загонов в середине XVII века, во время войны Московии с Речью Посполитой в 1654—1667 годах. В эту войну казаками Золотаренко все защитники и население города были вырезаны. Упадок замка начался с оккупацией Литвы Российской империей и приходится на конец XVIII века. В советское время земляные фортификационные сооружения замка были полностью разрушены, на их месте построены спортивные сооружения.
С конца XVI совладельцами Глуска стали Полубинские и Чарторыйские.
В 1616 году жители Глуска для предотвращения хищений со стороны гусар, идущих на войну в Смоленск, напали на отряд, разбили его и захватили обоз. В ответ гусары сожгли Глуск и убили большое количество жителей Глуска и окрестностей.
В 1626 году князь М. Ю. Чарторыйский продал свою часть Глуска князю К. А. Полубинскому, который стал единым владельцем местечка.
В 1628 году К. А. Полубинский основывает Богоявленскую православную церковь.

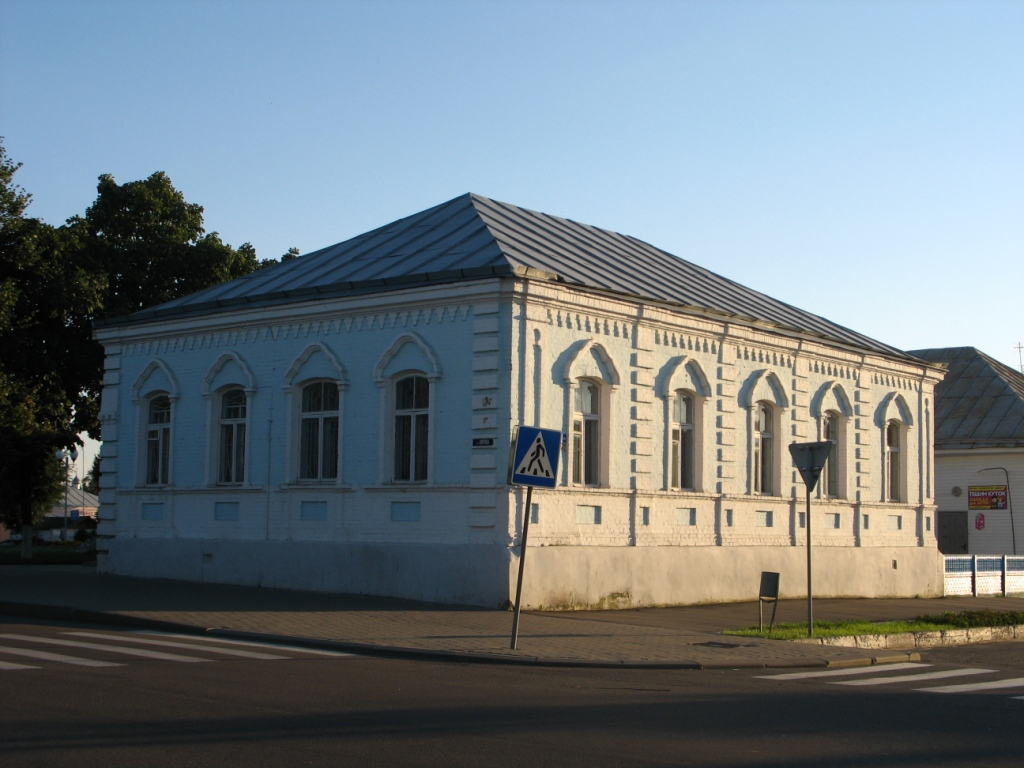

В 1662 году в Глуске староста волковысский Александр Полубинский построил костёл и монастырь бернардинцев, окончательно уничтоженные советскими властями после Второй мировой войны. В 1775 году в местечке случился сильный пожар, и почти все постройки сгорели.
Глусское графство принадлежало Радзивиллам, а в 1793 году в результате раздела Речи Посполитой его земли вошли в состав России. Глуск был отнесён к Бобруйскому уезду Минской губернии.
С 1924 по 1930 годы центр Глусского района Бобруйского округа.
27 сентября 1938 года местечко Глуск Глусского района Полесской области отнесено к разряду посёлков городского типа.
С июня 1941-го по июнь 1944 года посёлок оккупировали немецко-фашистские захватчики, которые уничтожили в районе 3 тысячи евреев. Глуск освободили войска 1-го Белорусского фронта 27 июня 1944 года.
В 1960 году Глусский район Минской области передан в состав Могилёвской области.
В 1962—1966 годах входил в Бобруйский район.
В 1965—1966 годы было проведено восстановление, а также создание новых районов. Глусский район перешёл в Могилёвскую область.
20 октября 1995 года административные единицы Глусский район и посёлок Глуск, имеющие общий административный центр, объединены в одну административную единицу — Глусский район.

## Административное деление
Административного деления городского посёлка на районы нет.
Однако население выделяет следующие части города:
- «Центр»
- «Слобода́»
- «Торфзавод»
- «Семь ветров» («Семёрка»)
- «Район Церкви»
- «Вторая школа»
- «Хва́стовичи»
- «Больница»
- «Первая школа»
- «Глубокая долина»
- «Маратка»
- «Подзамша»

## Население
Численность населения — 6 893 человек (на 1 января 2025 года). Численность населения — 7 078 человек (на 1 января 2023 года).
Численность — 7200 жителей (на 1 января 2020 года). В 2016 году — 7233 человек.
| Численность населения с 1939 года:                                                              |
| Графики недоступны из-за технических проблем. См. информацию на Фабрикаторе и на mediawiki.org. |

| Год            | 1939 | 1959  | 1970  | 1979  | 1989  | 2006  | 2011  | 2014  | 2015  | 2016  | 2018  | 2020  | 2021  | 2023  | 2024 | 2025  |
| -------------- | ---- | ----- | ----- | ----- | ----- | ----- | ----- | ----- | ----- | ----- | ----- | ----- | ----- | ----- | ---- | ----- |
| Население чел. | 5125 | ▼4326 | ▲5252 | ▲6271 | ▲7815 | ▼7804 | ▼7318 | ▼7249 | ▼7236 | ▼7233 | ▼7138 | ▲7200 | ▲7219 | ▲7078 |      | ▼6893 |

По данным переписи 1939 года, в Глуске проживало 2803 белоруса (54,7 %), 1935 евреев (37,8 %), 204 русских (4 %), 88 украинцев, 70 поляков, 25 представителей других национальностей.

## Экономика
В городском посёлке расположены:
- ЗАО «Глускдрев»
- УКП «Бытуслуги»
- Глусский филиал ОАО «Бабушкина крынка»
- Лесопильно-деревообрабатывающий цех ГЛХУ «Глусский лесхоз»
- ООО «Технотрансдеталь»
- Глусское райпо
- Гостиница «Глуск»
- ГУКДСП «Глусская ПМК № 249»

### Транспорт
Перевозку пассажиров производит Глусский филиал Автопарк № 15 ОАО «Могилёвоблавтотранс» создан 19.02.2009 г. на базе имущества преобразованного республиканского унитарного дочернего Глусского автотранспортного предприятия «Автомобильный парк № 15» совместно с РУМАП «Облавтотранс» в открытое акционерное общество и является обособленным подразделением открытого акционерного общества «Могилёвоблавтотранс».
Для обслуживания населения в районе функционируют 5 междугородных, 13 пригородных, 2 городских маршрута.
Автомобильная маршрутная сеть в сельской местности, охватывает сельские населённые пункты, центральные усадьбы колхозов, совхозов и сельских Советов. Протяжённость маршрутной сети составляет 444,7 км.

## Культура
- Дом культуры
- Государственное учреждение культуры «Глусский районный историко-краеведческий музей»

## События и мероприятия
- В 2019 году прошёл областной фестиваль «Дажынкi»
- Региональный фестиваль-конкурс детского искусства имени В. К. Иванова. Проводится один раз в два года в г. п. Глуск.
- Открытый региональный фестиваль семейного творчества «Сузор’е талентаў»[19]. Проводится 1 раз в 2 года.

## Достопримечательности
- Расположено поселение 1-го тысячелетия до н. э., городище железного века и остатки валов и рвов крепости конца XVII века
- Сохранились фрагменты земляных укреплений XVI—XVII веков, а также традиционно-историческая застройка начала XX века
- С 1996 года на месте фрагментов земляных укреплений велись раскопки, закончены в 2008 году
- Аллея Славы в сквере. Открыта 10 августа 2007 года. Установлены памятные знаки с именами земляков, Героев Советского Союза С. Калинковского, У. Рыбака, Героев Социалистического Труда А. Шаплыко, Н. Рудницкой, В. Борисика и бюст дважды Герою Советского Союза С. Ф. Шутова[20].
- Свято — Богоявленская церковь

### Памятник, скульптура
- Памятник В. И. Ленину
- Мемориальный комплекс землякам «Воинская слава» (1974)
- Памятник дважды Герою Советского Союза С. Ф. Шутову. Бюст был установлен на родине Героя ещё в 1949 году в д. Дворец. В 1975 году бюст перенесён в Глуск и установлен в городском сквере.
- Мемориальная доска в честь Дмитрия Жижкевича — Героя революции и гражданской войны, секретаря первого Глусского волостного Совета
- Памятник и мемориальная доска в честь С. И. Граховского
- Памятный знак воинам — афганцам
- Мемориальная доска в честь Народного артиста Беларуси Валерия Иванова[21]. Установлена на здании ГУО «Глусская детская школа искусств имени В. К. Иванова»

### Утраченное наследие
- Глусский замок

## Легенды и традиции
В середине минувшего века (1960 год) в Глуске был обнаружен клад, части которого хранятся в Могилёвском областном краеведческом музее и Бобруйском краеведческом музее.
В Глуском замке при раскопках был обнаружен подземный ход из замка к реке, это единственная подобная находка на территории современной Беларуси. По легенде ход ведёт до самого Бобруйска.
В окрестностях Глуска найдены камни, так называемые «следовики-камни», с изображениями ног, лиц, крестов. Их в народе называют «чёртовыми» либо «Божьими». Если первые раньше обходили стороной, то вторым поклонялись — считалось, что след здесь оставила либо Богородица, либо кто-то из святых.

## Галерея

Фотографии Глуска
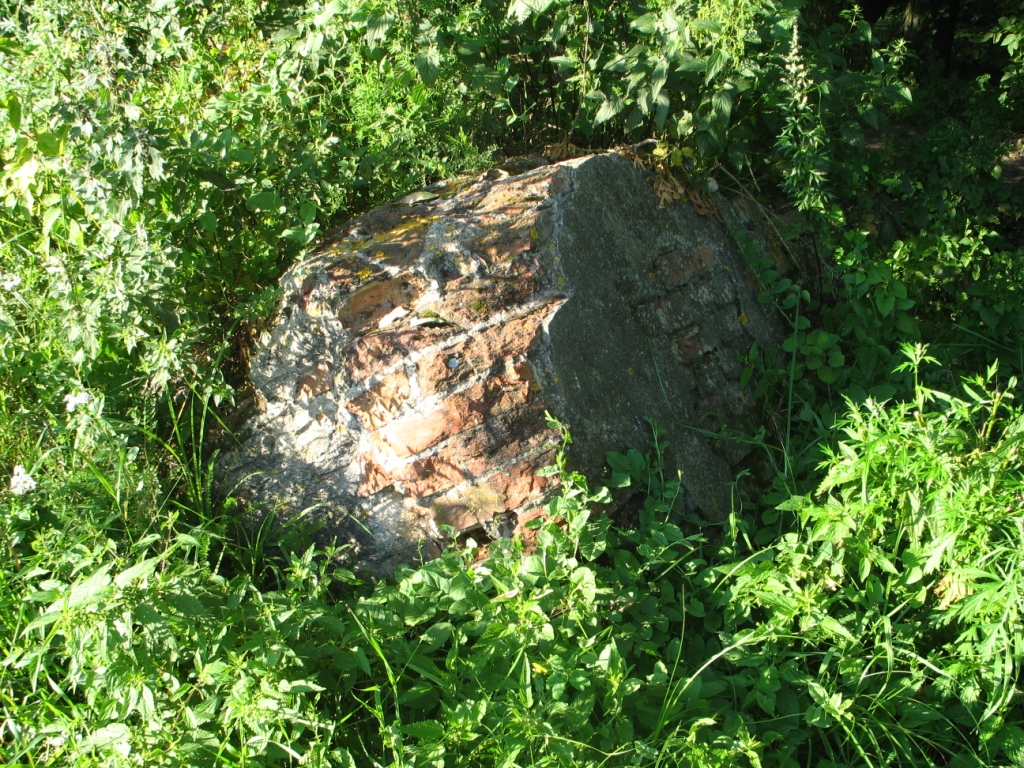
Руины костёла бернардинцев
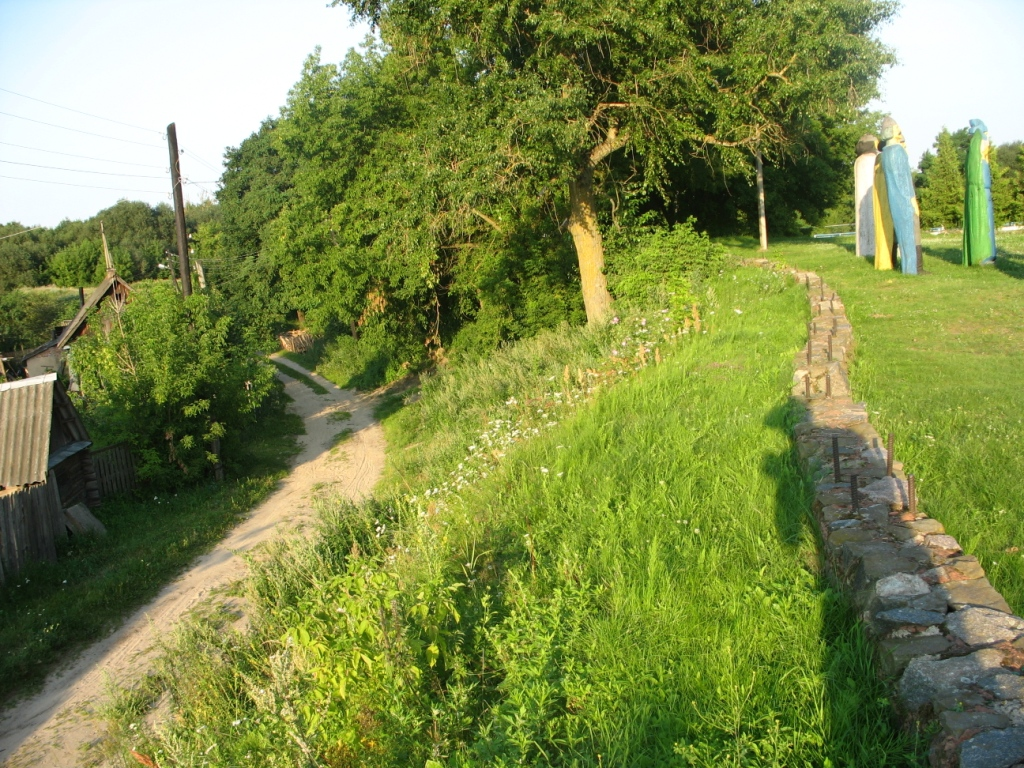
Фрагменты северо-западной стены крепости на валу
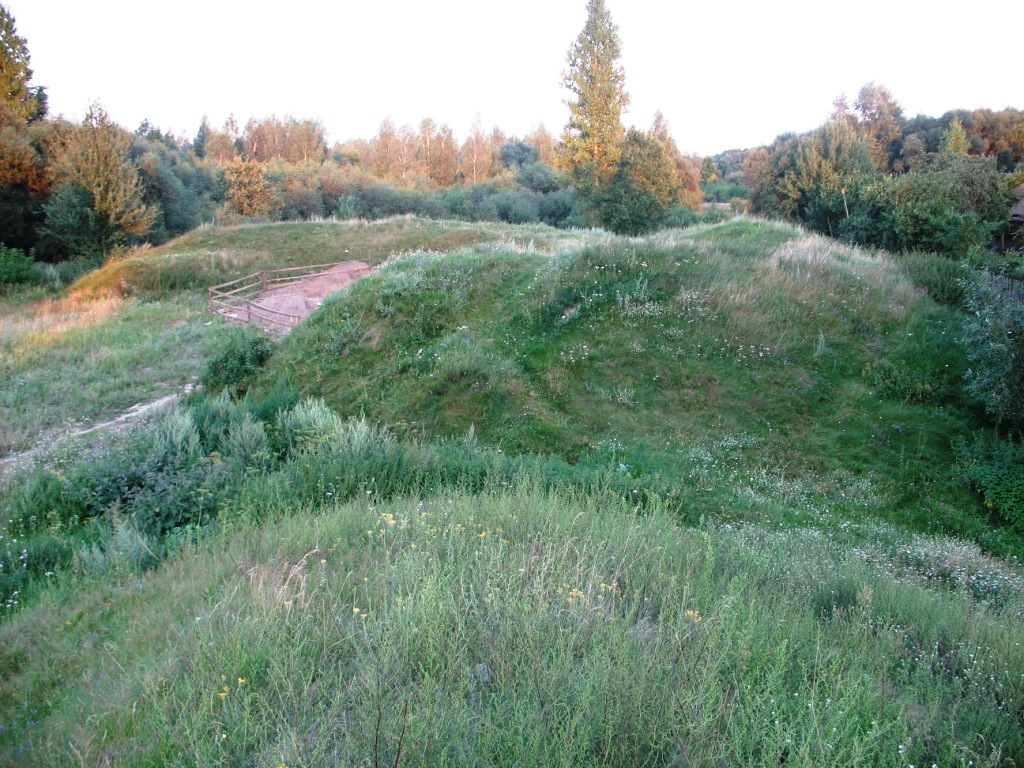
Фрагменты земляного укрепления с южной стороны
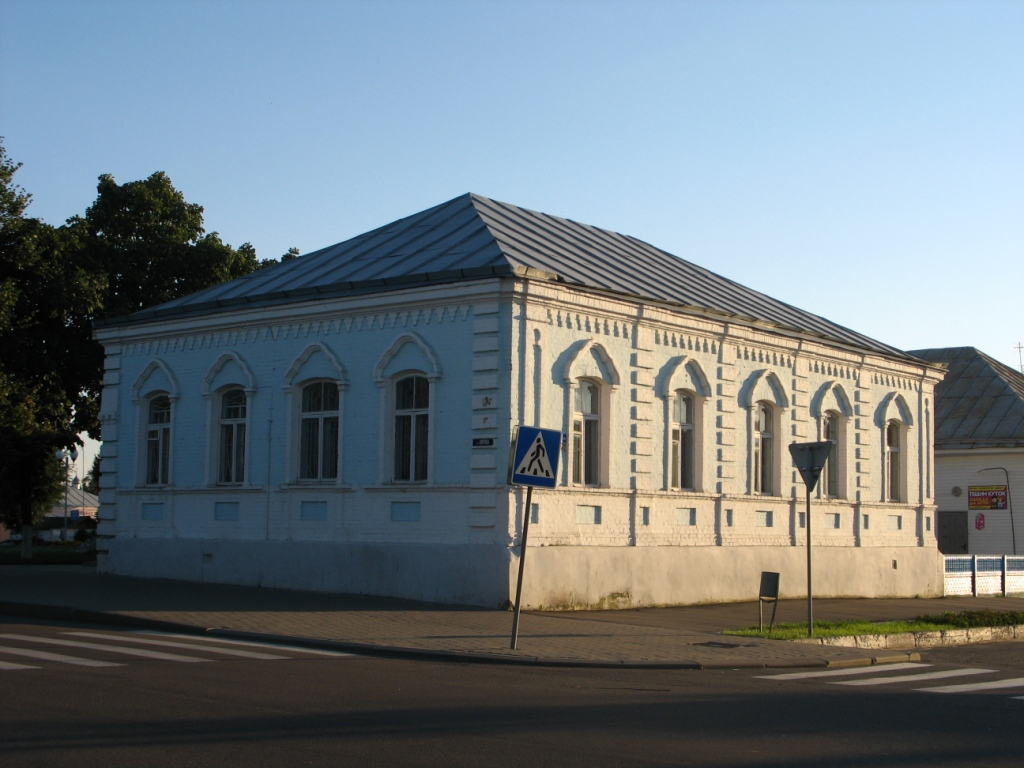
Историческая застройка
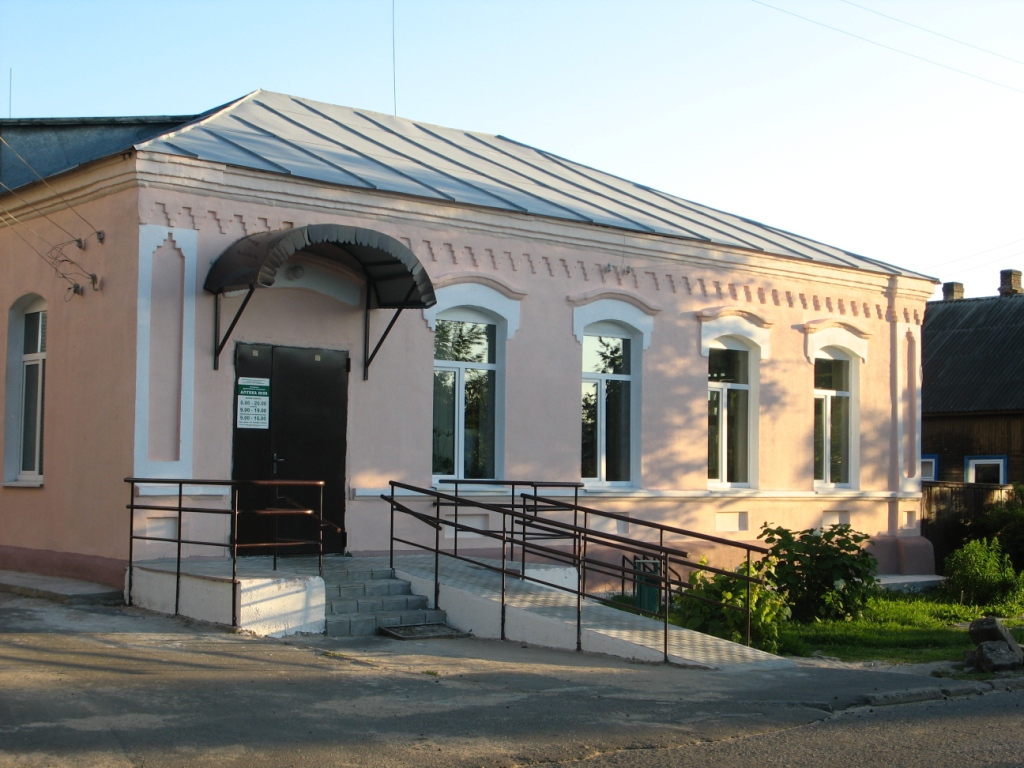
Аптека
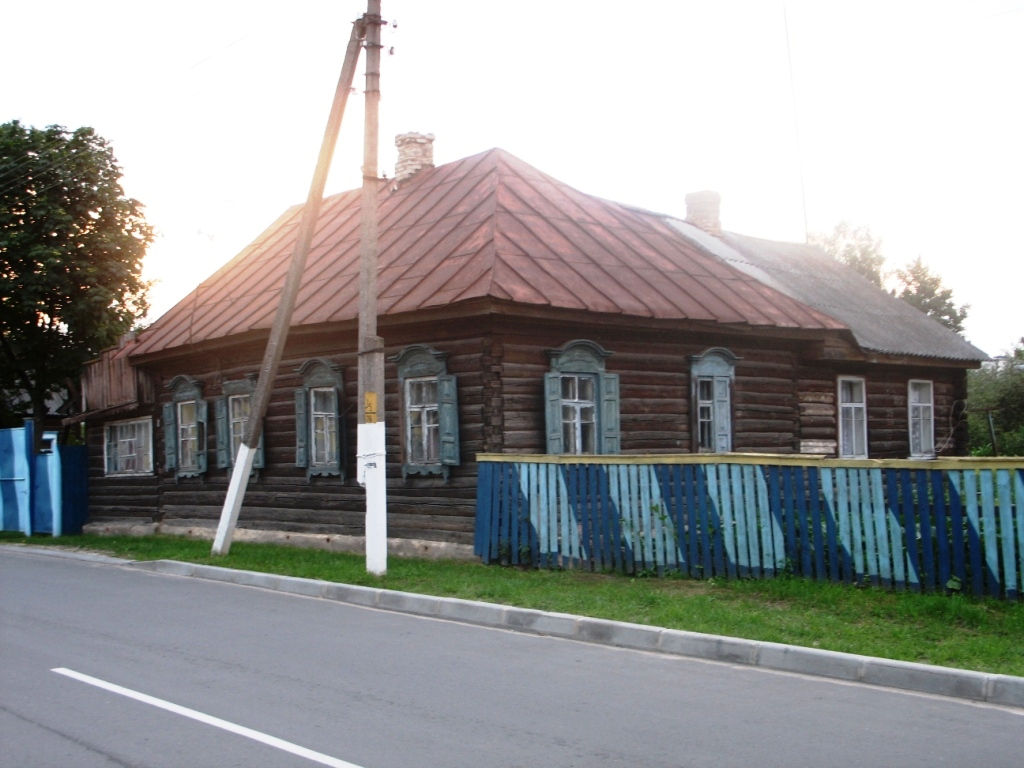
Городская застройка
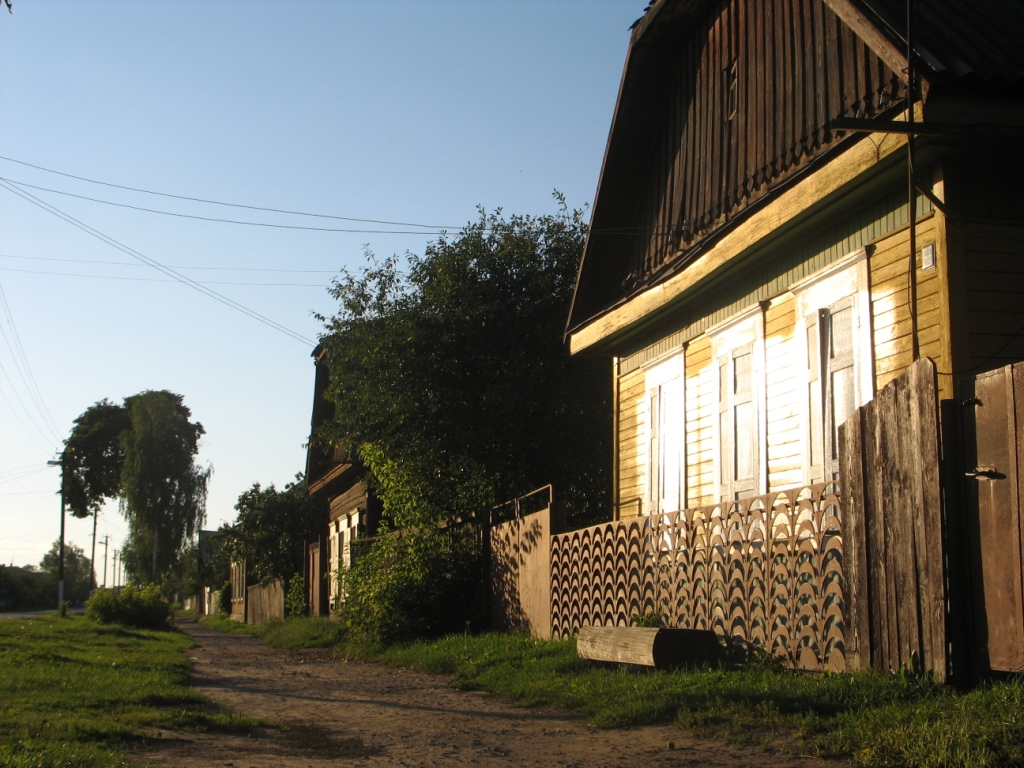
На улице Глуска
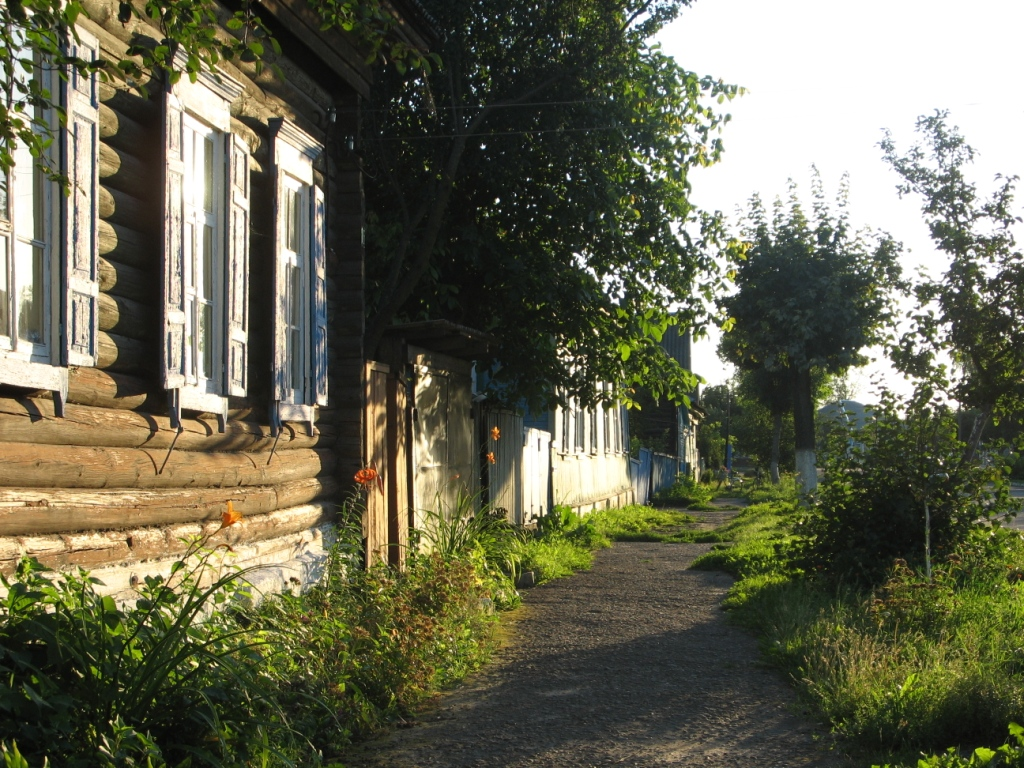
Улица

## СМИ
Издаётся газета «Радзіма».

## Известные уроженцы
- Белая Зоя Александровна (1924—1992) — артистка Московского театра оперетты. Заслуженная артистка РСФСР.
- Иванов Валерий Кириллович — народный артист Республики Беларусь, Заслуженный деятель искусств Республики Беларусь, композитор, почётный гражданин Глусского района
- Юдицкий, Эдмунд Станиславович — московский архитектор польского происхождения